# Pilgerodendron uviferum
El ciprés de las Guaitecas (Pilgerodendron uviferum) es la única especie del género Pilgerodendron, una conífera perteneciente a la familia de los cipreses, Cupressaceae.

## Descripción
Es un árbol de crecimiento lento que puede alcanzar los 20 m de altura, copa estrecha y tronco recto de hasta 1 m de diámetro, aunque la media se sitúa principalmente entre los 15 y 18 m de altura y un diámetro de entre 30 y 50 cm.
El duramen es blanco amarillento y la albura tiene un color rojizo; a diferencia del alerce la corteza no es rojiza. Esta madera ha sido muy usada en embarcaciones, postes, muelles y muebles.
Es perenne con hojas opuestas, escuamiformes e imbricadas que miden entre 2 y 3 mm, sus ramillas son cortas y aplanadas. Por la disposición de las ramas y la forma de las hojas puede confundirse con el alerce; la forma de distinguirlos es observar cómo se agrupan las hojas: mientras en el ciprés de las Guaitecas son opuestas, en el alerce están en grupos de tres.
Flor y semilla: es un árbol dioico, con flores unisexuales que se presentan en los extremos de las ramas laterales. Los conos masculinos son cortos subcilíndricos y los conos femeninos son globosos, pardos de 8-10 mm de largo, formados por dos pares de escamas opuestas, provistas de un largo apéndice dorsal aristado. En la base de los conos femeninos hay una estructura roja y redondeada que tiene la apariencia de una fruta. Con este falso fruto se favorece la dispersión de la semilla por pájaros. La semilla es alada y mide 3 por 1,5 mm.

## Distribución y hábitat
Crece en el sur de Chile y el suroeste de Argentina su hábitat se localiza desde el sector cordillerano de Valdivia hasta Tierra del Fuego, desde los 48° a to 56° de latitud sur, siendo la conífera (y segundo árbol) más austral del mundo. En Argentina pero con menor población, en zonas fronterizas de bosque templado de las provincias de Chubut, Neuquén, Río Negro, y Santa Cruz.
Es un miembro de la subfamilia Callitroideae, grupo de distinguibles géneros del hemisferio sur asociados a la flora antártica. Está estrechamente emparentado con el género Libocedrus de Nueva Zelanda y Nueva Caledonia, y muchos botánicos lo incluyen en este género como Libocedrus uvifera.

## Características
El ciprés de las Guaitecas tiene como característica habitar en suelos con mal drenaje, pantanosos y con alta humedad. Hacia el norte su distribución se mezcla con bosques de alerce y más al sur con el coigüe y la lenga. Si bien tiene una distribución latitudinal alta, se encuentra en pequeños grupos, debido a que necesita un tipo de suelo anegado. Se le puede ver en su máximo esplendor en la Carretera Austral de Chile desde la Ciudad de Cochrane al sur. También se puede apreciar la deforestación que hay, cuando colonizaron el territorio Chileno.
Es la conífera más austral y de mayor distribución de Chile ya que a lo largo cubre 1600 km. Su longevidad está en un punto más bajo entre las otras dos cupresáceas del país, Austrocedrus chilensis (ciprés de la cordillera) y Fitzroya cupressoides (Alerce Patagónico); los más longevos alcanzan los 755 años de edad y su crecimiento va de 0,7-1,2 mm/año de grosor. Dadas sus características es considerado una rareza,  además de una especie amenazada debido a la explotación que hubo tiempo atrás y a las condiciones que requiere para subsistir.
Ha sido plantada en la costa del Pacífico de Estados Unidos.

## Taxonomía
Pilgerodendron uviferum fue descrita por (D.Don) Florin y publicado en Svensk Botanisk Tidskrift 24: 133. 1930.
Sinonimia
- Libocedrus tetragona (Hooker) Endl.
- Libocedrus uvifera (D.Don) Pilger
- Juniperus uvifera D.Don (basónimo)  basónimo
- Thuja tetragona Hooker[4]

## Nombres comunes
- alerce chileno, cedro rojo de Chile, pino acipresado de Chile.[5]